# Fedra Luna
Fedra Aldana Luna Sambran (* 5. Juli 1995 in Buenos Aires) ist eine argentinische Leichtathletin, die sich auf den Langstreckenlauf spezialisiert hat. 2022 siegte sie bei den Südamerikaspielen über 1500 und 5000 Meter und über diese Distanzen wurde sie 2023 Südamerikameisterin.

## Sportliche Laufbahn
Erste internationale Erfahrungen sammelte Fedra Luna im Jahr 2019, als sie bei den Südamerikameisterschaften in Lima in 16:17,18 min den fünften Platz im 5000-Meter-Lauf belegte. Anschließend nahm sie über diese Distanz an den Panamerikanischen Spielen ebendort teil und erreichte dort nach 16:14,51 min Rang zehn. 2022 belegte sie bei den Ibero-Amerikanischen Meisterschaften in La Nucia mit 4:18,80 min den sechsten Platz im 1500-Meter-Lauf und gewann in 16:09,96 min die Silbermedaille über 5000 Meter hinter der Venezolanerin Joselyn Brea. Im Oktober nahm sie an den Südamerikaspielen in Asunción teil und siegte dort 4:14,69 min über 1500 Meter sowie in 15:41,78 min über 5000 Meter. Im Jahr darauf siegte sie in 4:14,52 min über 1500 Meter bei den Südamerikameisterschaften in São Paulo und gewann dort in 16:06,00 min auch über 5000 Meter. Anschließend schied sie bei den Weltmeisterschaften in Budapest mit 4:19,00 min in der ersten Runde aus und kam über 5000 Meter im Vorlauf nicht ins Ziel. 2024 verpasste sie bei den Hallenweltmeisterschaften in Glasgow mit 4:17,14 min den Finaleinzug über 1500 Meter. Im Mai gewann sie bei den Ibero-Amerikanischen Meisterschaften in Cuiabá in 9:12,71 min die Silbermedaille über 3000 Meter hinter der Mexikanerin Alma Cortes und über 1500 Meter belegte sie in 4:16,25 min den siebten Platz.
2024 wurde Luna argentinische Meisterin im 1500- und 5000-Meter-Lauf.

## Persönliche Bestleistungen
- 1500 Meter: 4:10,98 min, 14. Juni 2023 in Castellón de la Plana (argentinischer Rekord)
  - 1500 Meter (Halle): 4:12,95 min, 28. Januar 2023 in Sabadell (Südamerikarekord)
  - Meile (Halle): 4:36,51 min, 27. Januar 2024 in Astana (argentinischer Rekord)
- 3000 Meter: 9:05,70 min, 3. April 2022 in Concepción del Uruguay
  - 3000 Meter (Halle): 8:57,59 min, 4. Februar 2023 in Val-de-Reuil (Südamerikarekord)
- 5000 Meter: 15:41,78 min, 14. Oktober 2022 in Asunción